# 2020年內蒙古雙語教育新政策爭議
2020年內蒙古雙語教育新政策爭議，是指中華人民共和國內蒙古自治區教育廳於2020年8月26日發布的小學課程改革方案所引发的争议。本次课程改革要求以蒙古語授課的小學（民族學校）的語文科自2020年9月1日起改用教育部统编教材、道德与法治科（2016年前稱品德与生活和品德与社会）在2021年秋改用教育部统编教材、以上兩科目取消地方语言教学改以国家通用语言文字（普通話）授課。課改引起一系列抗議活動，地方公安局視之為寻衅滋事和非法集会，數十名以上家長、教師等被捕或軟禁，抗議活動在中國大陸主要媒體中獲極少報導，網絡上相關話題大多被审查。直到9月內蒙古當局才出面緩和局勢，後教育廳澄清並保證「五個不變」，除了小學語文、小學道德与法治科、初中歷史科這三個科目，其他科目教材不變、授課時的語言文字不變、蒙語文及其他母語課時不變、現有雙語教育體系不變。 后“五個不變”又被认为不符合中央政策而推翻。

## 背景
美國媒體洛杉磯時報和美國哈佛大學新清史學者Mark C. Elliott认为，习近平在2012年上任中共中央总书记后，开始摒棄以前蘇聯式的蘇聯本土化政策，改為走民族大熔爐政策，尤其是美國式大熔爐，強調與漢文化的融合，称之为“第二代民族政策”，以期解決中國的民族問題。
在内蒙古，小学和中学分为使用汉语教学和使用蒙古语教学（民族學校）的两种。因为民族學校使用的教材、课程设置和中国大陆其他地区的学校不一样，考试的标准也不同。中华人民共和国政府近年来推动统编教材教授历史、政治（道德与法治等）。在新疆和西藏，此政策已分别于2017年和2018年完成。
2019年1月，有微博用户爆料称内蒙古赤峰蒙古族中学在教室里悬挂蒙古国国旗、国徽，之后该学校遭到赤峰市市委宣传部的调查。

## 新舊政策
2020年9月1日前，内蒙古的語言舊政策是所謂「一類雙語」，即民族學校以蒙古語教授各科目，小學2年級開始另開一科目教授汉语，也有另開英語科與朝鮮語科但具體年級不詳。
新課改要求2020年9月1日起汉语教学从小學2年級提前到小學1年級，2021年秋起小學1年級起道德与法治科（2016年前稱品德与生活和品德与社会）改以汉语授課，2022年秋初中一年级历史科改用统编教材使用汉语教学。
內蒙古的母語人口主要是汉语（包括晉語、東北官話、蘭銀官話、普通話）和蒙古語。
全国人大常委会法制工作委员会表示，2020年，全国人大常委会针对地方性法规中“各级各类民族学校应当使用本民族语言文字或者本民族通用的语言文字进行教学”以及“经本地教育行政部门同意，有条件的民族学校部分课程可以用汉语言文字授课”等相关规定进行了违宪审查。全国人大常委会法工委审查认为，上述规定与宪法第十九条第五款关于国家推广全国通用的普通话的规定和国家通用语言文字法、教育法等有关法律的规定不一致，已要求制定机关作出修改。
2020年課改前，内蒙古的民族學校使用的教材主要以傳統蒙古文撰寫。早在2017年9月，国家教育部已指令全國改用统编教材，內蒙古除了民族學校一概在當時緊隨。課改要求2020年9月1日起，民族學校的語文科從小學1年級起也隨全國改用2017年版统编教材，道德与法治科（2016年前稱品德与生活和品德与社会）在2021年秋改用统编教材，2022年秋初中一年级历史科改用统编教材。自1988年以來人教版、苏教版、沪教版、粤教版等教材並存，2017年推行全國统编教材後，2017－2020年各省媒體不時有批評輿論。至2020年內蒙古的民族學校亦改用统编教材，內蒙古的批評輿論隨之而來。
內蒙古教育廳在月底澄清「五个不变」——除了小學語文、小學道德与法治科（2016年前稱品德与生活和品德与社会）、初中歷史科這三個科目，其他科目「五個不變」：保持教材不變、授課時的語言文字不變、蒙語文及其他母語課時不變、現有雙語教育體系不變，保持地方语言教学。

## 經過

### 6月消息傳出
2020年6月份，內蒙古通辽市一次教育部巡查中，巡视员透露出消息说9月份开始通辽市的蒙授学校民族学校进行全国统编《语文》教材课改试点，同時政治、历史两科将被从蒙文改为汉语講授。這引起當地蒙古族民眾不滿，當時有一些網上討論相關話題的社群被關閉，亦有老師、學生和家長被告誡要謹慎發言。

### 8月底爆發
8月26日，內蒙古自治區教育廳發布《全區民族語言授課學校小學一年級和初中一年級使用國家統編語文教材實施方案》，要求從9月1日起，全自治区所有中、小学一年级新學期起中止使用蒙古族母语教學（非所有課程）。據英國廣播公司報導，有鄂爾多斯市教育界人士指出，官方可能因事出敏感而只在口頭傳達相關文件，且不允許與會者記錄。8月29日，內蒙古自治区教育厅厅长侯元宣布从2020年秋季学期起，內蒙古自治區蒙古語授课学校小学一年级和初中一年级将使用国家统编《语文》教材，但其他年级使用教材不变，授课语言文字不变，蒙古语文课时不变。8月31日，内蒙古自治区人民政府表示，除了从2020年秋季起小学一年级和初中一年级語文課先使用统编《语文》教材外，2021年起小学一年级和初中一年级道德与法治課開始使用统编《道德与法治》教材，2022年初中一年级歷史課使用统编《历史》教材，以上教材均使用普通话和规范汉字授课。
內蒙古大學前副校长齊木德道爾吉（2010年7月－2014年4月在任）在接受央視採訪時，強調內蒙目前的民族語言教育是成功的，並委婉地指因為不利民族團結，故不應修改現有雙語教育，相關視頻已被刪除。
9月初，當局下令更改區內中學生蒙古語教材內容，將熱愛蒙古故鄉、文化等內容刪減，並增加歌頌中共中央總書記習近平的內容。當局又要求所有公務員的子女在9月3日中午前到學校報到，否則開除。另一方面，科左後旗警方再通緝9名示威者。
就內蒙古自治區現有雙語教學體係是否改變，以及是否取消蒙古語文課程兩個問題，當局於9月4日表示現有雙語教育體係沒有改變，與往年相比，將原來小學二年級起開設的《漢語》課程改為從小學一年級起開設國家統編《語文》課程，初中一年級將原來的《漢語》課程改為國家統編《語文》課程。其他學科和其他年級課程設置、使用教材、授課語言文字、蒙古語文和朝鮮語文課時皆不變。三科統編教材全面推開後，民族語言授課中小學其他學科課程設置、使用教材、授課語言文字、蒙古語文及朝鲜語文課時不變。

### 反对新課改的抗議
小學推广普通话的新政策發布後引發爭議及民眾不滿，抗議者認為新措施會消滅少數民族文化。8月28日起，區內通遼市、烏拉特中旗、奈曼旗和庫倫旗、鄂爾多斯市、呼和浩特市等地有數萬名學生和家長發起罷課及抗議集會，反對當局加強普通话教學及進一步淡化蒙古族母語教學。有罷課學生下跪請求當局收回政策及發起無限期罷課。在抗議行動中有抗議者受傷及被捕，一些媒體如《星島日報》和自由亞洲電台等報道有一名學生得知母親毆打後從學校四樓跳下的傳言（當局後來指出是謠言）。在烏拉特中旗，家長們把自己的孩子從學校接回家，以示拒絕普通话教學。亦有抗議者在學校門外唱蒙古語歌曲及高呼口號，要求撤回方案。一名錫林郭勒盟學生家長表示全區有百分之八十的蒙古族人參加了抵制普通话授課活動，又說有在工作的親戚被上級警告，若參與抗議活動就會影響工作。通辽部分地区一度实施宵禁，禁止车辆行人上街集会。有烏拉特中旗民眾表示不會在9月1日送孩子上學，又批評有關部門欺負中國少數民族。截至8月31日，有上百名家長、教師和維權代表遭拘捕或被軟禁。自由亞洲電台訪問蒙古族女士，扎魯特旗警察到文具店沒收所有含蒙文的書和文具，又指科爾沁左翼後旗有一名家長被警察帶走。
7月，內蒙古大學民族学与社会学学院副教授特古斯巴雅尔在《蒙古文化周刊》上發表文章，表示不能改變內蒙古民族教育中的教學語言的意見，該文章在網絡廣泛轉載，後來被屏蔽。
9月4日，自由亞洲電台報導網絡流傳内蒙古阿拉善盟政府办公室一名蒙古族女官员苏日娜与上司发生口角后，在其住所堕楼自杀，以反对政府推行汉语教学，其丈夫将妻子自杀的视频与消息发送网络之后被要求删除信息。法国国际广播电台于9月8日引述自由亞洲電台的访问证实该消息。蘋果日報報導中指海内外蒙古人和网民留言纪念苏日娜，称她为“民族英雄”。

## 后续
2021年秋季起，内蒙古不再组织中小学教师资格考试，加入全国统一的中小学教师资格考试，高等院校教师资格考试仍实行区考。
2023年，呼和浩特市30中给家长的通知要求，该校从5月1日起，所有课程全部使用汉语教学。8月底，内蒙古自治区书刊发行业协会发通知，建议暂停发行《蒙古族通史》，并要求各会员单位“坚持正确党史观，旗帜鲜明反对历史虚无主义，尽快把书下架”。微博博主习五一批评《蒙古族通史》为“泛蒙古主义”，称赞暂停发行通知有利于培养中华民族共同体意识。9月1日起，呼和浩特市全市蒙语文课从一周7堂课减至1到3堂不等。
2024年6月7日-8日，中国大陆高考期间，网络上出现讨论此届高考是最后一届蒙古语高考的声音。根据《自由亚洲电台》引述匿名人士的说法，2025年中学考试和2028年高考，将使用汉字考卷。未来的趋势是蒙语文逐渐退出中国学生教材，不过中国高等院校尚存蒙语系，未来很难判断。
2024年11月20日，鄂尔多斯市乌审旗实验小学（原乌审旗蒙古族实验小学）的一名蒙古族学生因没有按时完成作业而被教师扯裂耳朵，引起蒙古族家长和教育工作者担心更多在蒙古语家庭长大，学习汉语有困难的蒙古族孩子将遭受同样的体罚。

## 各方反應

### 中华人民共和国

#### 中央政府
2020年9月3日，外交部發言人華春瑩回答日本廣播協會記者表示，国家用语言文字是一个国家主权的象征，学习和使用国家通用语言文字是每个公民的权利和义务。近年来中国国家教材委员会组织专门力量统一编写语文、政治、历史三科教材，这三科教材自2017年开始就在全国所有中小学统一使用，不影响民族语言授课学校其他学科课程的设置，蒙古语文课时不变，使用教材不变，授课语言文字不变，现有双语教育体系也没有改变。
2020年9月23日，中国教育部副部长郑富芝就內蒙古施行統編教材引發的爭議表示，「推行国家通用语言文字，这是中国法律的一项规定。并且让所有的中国人学会、学好国家通用语言文字是有非常大的好处，可以便于大家更好交流」，「这件事在内蒙古推行的时候，可能有不同的看法」，「现在有些不同的看法，我认为是暂时的」。同日，内蒙古自治区党委常委、统战部部长段志强在中共中央统一战线工作部官网發表署名文章，段志强表示，推进国家通用语言文字教育是构建中华民族共同体意识的必然要求，并且也促进内蒙古发展。
2021年3月5日，中共中央总书记、国家主席習近平在會見內蒙古兩會代表團時，表示要认真做好推广普及国家通用语言文字工作，全面推行使用国家统编教材。
2021年4月中旬，中共中央政治局常委、全国政协主席汪洋在內蒙古考察時，表示要加快推广普及国家通用语言文字，扎实做好国家统编教材推行使用工作。

#### 內蒙古
9月10日，内蒙古多地的公安局各自用蒙文、漢文发布《关于加强微信群管理的通告》（锡林浩特市、阿鲁科尔沁旗、库伦旗公安局等），指出微信群主「『谁建群谁负责、谁管理谁负责』要求，守护网络文明，规范群内信息发布，文明互动坚决不转发、不传播、不散布未经官方证实及来源不明的信息，做到不信谣、不传谣、不造谣」，又指出會追究发布人與群主的法律责任。
南方都市报報導此通告時，指出「与现行的法律法规中的规定略有不同」，例如与2017年颁布的《互联网群组信息服务管理规定》规定不符。並搬出了2017年最高人民检察院机关报《检察日报》的報導說明。
此前於8月28-29日，自由亞洲電台報導烏拉特中旗牧民反映有70多個蒙古族微信群组被關閉。8月，一个据称科尔沁左翼中旗舍伯吐镇中心學校发生学生跳楼的视频在微信群流传。該旗公安局在9月4日通告，跳楼事件沒有發生，造谣者分别因扰乱单位秩序、虚构事实扰乱公共秩序被处以行政拘留。
9月14日，內蒙古通遼市一警察在安保維穩一線連續開展工作十七天後猝死家中，終年三十九歲。
10月7日，内蒙古党委书记石泰峰指示，要深刻反思推行使用国家统编教材出现的问题，深入查找深层的原因，总结经验、吸取教训、改进工作。
11月27日，内蒙古自治区十三届人大常委会第二十三次会议决定免去內蒙古自治区人民政府秘书长包振玉和自治区教育厅厅长侯元的职务。《星岛日报》引述观察人士推測此两人是因推行汉语风波而被免職。
11月，内蒙古自治区教育厅、财政厅等四个部门联合下发文件，计划在中国其他省份招聘300名汉语教师，派往内蒙古民族学校任教。
2021年1月8日，内蒙古自治区教育厅发出文件，认为五套教材《内蒙古历史与文化》、《蒙古族历史》、《呼伦贝尔历史与文化》、《河套历史与文化》、《科尔沁历史与文化（试用）》刻意强调个体民族身分和民族意识，决定从2021年春季学期起分阶段停用五套教材，並從2021年秋季起，內蒙古民族語言授課學校的部分班級的3科目使用漢語教學。
2021年10月，呼和浩特市人大常委会决定废止《呼和浩特市民族教育条例》、《呼和浩特市社会市面蒙汉两种文字并用管理办法》、《呼和浩特市清真食品管理办法》；决定删去《呼和浩特市民办教育促进条例》中关于对民语教学的民办民族学校给予重点扶持和特殊优惠政策的规定，删去《呼和浩特市城市中小学幼儿园规划建设条例》关于城市中小学、幼儿园规划建设应当优先设置蒙语授课学校的规定，删去《呼和浩特市地名管理条例》关于地名有蒙汉双语的以蒙语作为标准地名的规定。
2023年4月，呼和浩特市教育局在内部会议上宣布，要求全市的中、小学从當年9月1日起实施国家通用语言（普通话）授课。原来的蒙语文课，从一周七节砍到只剩一节。

#### 打壓反對集會和緝捕
9月3日，巴彦淖尔市公安局发布《关于依法严厉打击涉国家统编教材使用违法犯罪行为的通告》，表示有“别有用心”人士歪曲国家政策，造谣传谣，煽动、挑唆民众非法集会、游行，公安局将依法严厉打击。9月2日，科尔沁区公安分局分四批发布协查通告，共通緝129人：“2020年8月31日，在通辽市科尔沁区辖区内发生寻衅滋事案，现向社会广泛征集线索。”同时，局方敦促相关人员投案自首，並稱能提供線索或協助抓捕者獎勵人民幣1000元内蒙古自治區政府亦拒絕讓步，並將此次民眾抗議，定性為「受境外勢力煽動」。内蒙古锡林郭勒盟阿巴嘎旗的维权人士杨金都丽玛和其丈夫遭到逮捕。

#### 對官員、教師的處理
9月，巴彥淖爾市和錫林郭勒盟對不執行推進國家統編教材的官員進行處分；9月7日，赤峰市要求將不能承擔國家統編教材授課任務的教師分流或轉崗。内蒙古自治区人民政府主席布小林指出，推进统编教材使用有利于筑牢中华民族共同体意识，各级干部以及教师要主动向学生、家长以及群众宣讲政策，保证学生正常上学。9月13日，内蒙古东乌珠穆沁旗教育局决定，对拒不执行中国国家通用语言文字工作相关政策，至今未送子女到校上课的3名教师作出停职处理。

#### 媒體審查
8月23日，《美國之音》報導指，中華人民共和國境内唯一蒙文社交媒体平台「Bainu」被關閉，該平台有約40萬名用戶。至2020年11月，官方网站仍正常运作，网站上显示在中国大陆地区App Store的项目为不存在。
9月3日，《洛杉矶时报》报道指，该报驻北京女记者苏奕安（Alice Su）在内蒙古呼和浩特市的一间学校采访時遭到警方扣留，被拘押4个多小时后警方將其从内蒙古驱离。

### 海外反应
《自由亞洲電台》报導，蒙古国前总统查希亚·额勒贝格道尔吉发表视频声明，敦促中華人民共和国政府尊重蒙古族人保持母语的民族权利，并呼吁各國蒙古族人声援。8月31日，有數十名示威者聚集在蒙古國首都烏蘭巴托，声援內蒙古抗議活動。
2020年9月7日，上百名蒙古人集聚美国華盛頓哥倫比亞特區的中国驻美大使馆以及国会山庄外，抗议北京政府打压蒙古语，并声援内蒙民众保护民族语言和文化的维权行动。9月11日，據《自由亞洲電台》报報導指出，台湾多个原住民团体挺身声援蒙古族人，要求北京政府还给蒙古族语言权。9月12日，據《法國國際廣播電台》報導，日本蒙古人在中国驻东京大使馆外举行抗议游行，以抗议北京当局灭绝蒙古语言文化，部分日本民众响应加入。法国巴黎的蒙古族裔也在9月13日举行集会，捍卫蒙古等少数民族的语言文化和抗议北京政府灭绝少数民族文化。
2020年9月13日，《德國之聲》報導指近百名蒙古人在中国驻杜塞尔多夫总领事馆前举行集会，抗议中国当局在内蒙古强制推行汉化教育。集会现场，示威者高举德文、英文及蒙古文的条幅和标语，上面写着「捍卫蒙古文化」「停止文化屠杀」等字样。德国蒙古侨胞也在首都柏林举行示威活动，反对北京当局强制推行汉化教育。德国数十名从事蒙古历史文化研究的教授学者联名致函德国总理默克尔，呼吁德国政界关注内蒙古局势并敦促中国政府停止在内蒙古强制推行汉化教育。
9月15日和16日，據《美國之音》報導，中華人民共和國外交部長王毅对蒙古国进行两天访问。9月15日，大约100名抗议者在蒙古国首都乌兰巴托集会，抗议中国外交部长王毅访问蒙古，指责北京压制中国蒙古族地区的当地语言和文化，並高呼“让我们保护我们的母语”和“王毅滚蛋”。
《中央通讯社》报导，前蒙古国总统查希亚·额勒贝格道尔吉致信中共中央总书记兼中国国家主席习近平，抗议北京当局在内蒙古强推汉语教材，提及中国宪法规定“所有民族都有使用和发展自己的语言文字的自由”，而内蒙古的蒙古族儿童现在受到公然侵犯。但信件在9月25日被中国驻蒙古大使馆退回。中国驻蒙古大使柴文睿表示，「注意到额勒贝格道尔吉近来对内蒙双语教育改革问题发表不少言论，他写给中国领导人的信函所阐述观点完全错误，中方不予接受。」
10月12日，法国南特历史博物馆宣布，因“北京政府对内蒙古少数民族实施越来越严酷的政策”以及受到中方多次审查，为“维护人道价值坚守伦理”，取消原定与中方合作举办的关于成吉思汗及蒙古帝国的大型展览。
2021年2月21日，20多名在日蒙古人在东京都港区中国大使馆前举行示威，反对汉化教育，同一日在中国驻大阪和名古屋总领事馆也举行了同样的示威活动。

## 外部連結
- 秋季学期起我区民族语言授课学校小学一年级和初中一年级使用国家统编语文教材[]／政策解读（页面存档备份，存于），內蒙古新聞網，2020年8月27日
- 自治区教育厅权威解读“五个不变”[]，內蒙古日報2020年9月4日
- 内蒙古自治区教育厅使用国家统编教材“有问必答”第一期（页面存档备份，存于）／第二期（页面存档备份，存于），內蒙古政府網2020年9月7日